# Heichelheim
Heichelheim ist ein Ortsteil der Landgemeinde Am Ettersberg im Norden des Landkreises Weimarer Land, Thüringen.

## Geografie
Die Ortschaft liegt etwa fünf Kilometer nördlich des Weimarer Stadtrands. Benachbarte Orte sind Ramsla im Nordwesten, Daasdorf bei Buttelstedt im Nordosten, Großobringen im Südosten und Kleinobringen im Süden. Etwa 1 km nordwestlich liegt der 18 Hektar große Stausee Heichelheim. Der Gipfel des Ettersbergs in der Nähe des ehemaligen KZ Buchenwald ist etwa 5 km südwestlich. Unmittelbar beim Stausee steht die 1829 erbaute Windmühle Heichelheims.

## Geschichte

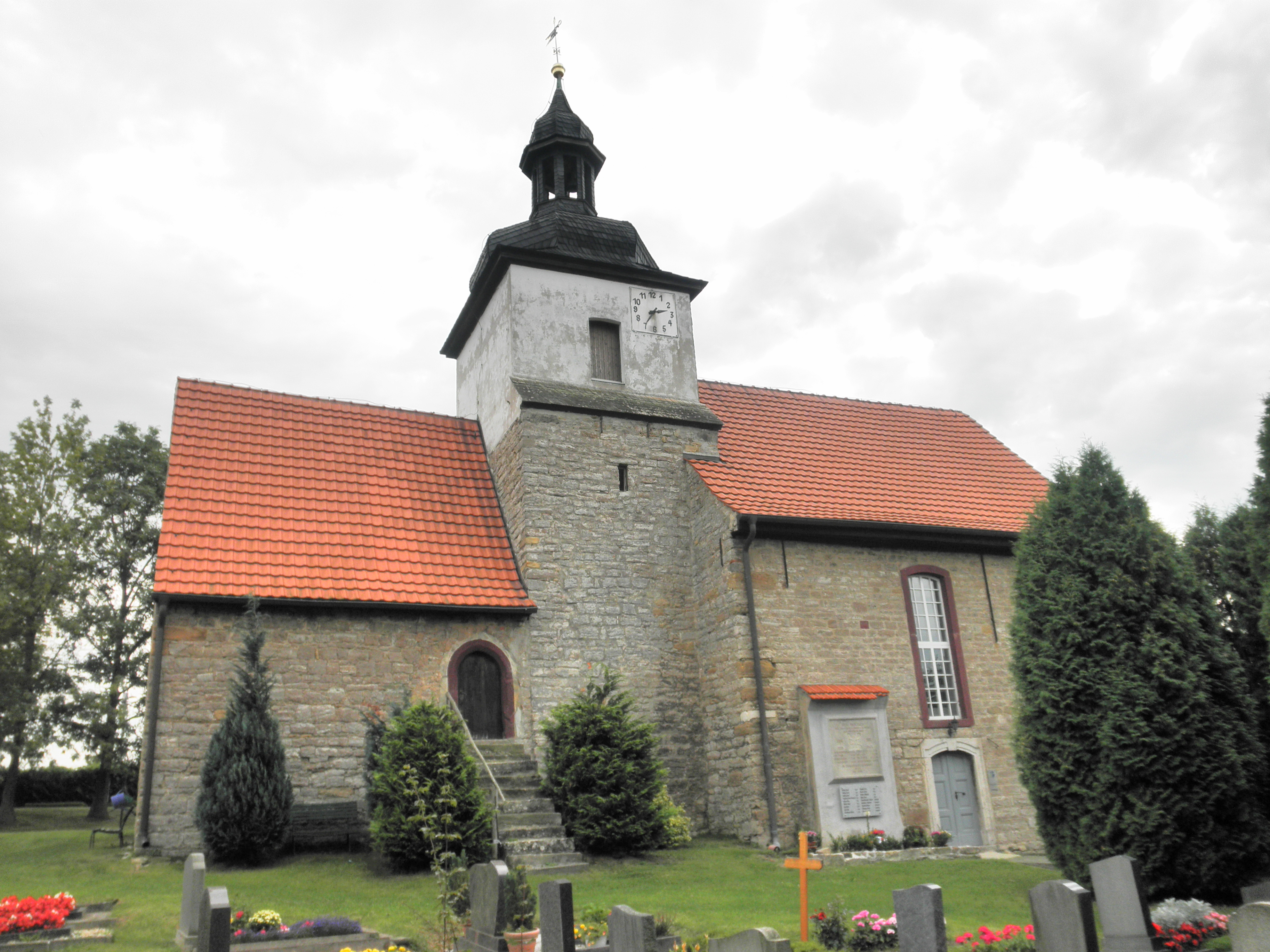
Kirche St. Bonifatius

Die Gegend um Heichelheim wurde schon früh besiedelt. Erste archäologische Funde datieren auf die frühe Eisenzeit (ca. 750–450 v. u. Z.). Die erste gesicherte Erwähnung des Dorfes erfolgte 1123 in einer Urkunde des Erzbischofs Adelbert von Mainz für das Erfurter Marienstift als Huningleiba. Eine Kopie wird im Hauptstaatsarchiv München aufbewahrt.
1310 wandelte sich der Name zu Hichelleyben und seit der Mitte des 14. Jahrhunderts nennen Urkunden sowohl Hucheleiben, als auch Huchelnheim. Ab dem Beginn des 15. Jahrhunderts wandelte sich der Name über Huchulheim zu Huchelheim, Heuchelheim und schließlich seit 1789 zu Heichelheim. Der Name wird als Hugos Eigentum gedeutet.
Eine Pfarrei in Heichelheim wird erstmals 1420 erwähnt. Damals unterstand sie dem Patronat des Klosters Oldisleben und dem Dekanat von Großobringen. 1880 wurde die Pfarrstelle aufgehoben und die Kirche dem Pfarrer von Großobringen unterstellt. 1775 wurde ein großer Teil des Ortes mitsamt der Schule durch ein Großfeuer vernichtet. 1778 erfolgte der Wiederaufbau des alten Schulgebäudes. 1813 wurde der Ort im Umfeld der Befreiungskriege mehrfach geplündert. 1838 wurde enthielt der Turmknopf ein Dokument, in dem u. a. von verheerenden Bränden in den Jahren 1638 und 1775 berichtet wurde. Im letztgenannten Jahr sollen neben der Kirche nur noch wenige Häuser vom Brand verschont worden sein. Sowohl 1806, anlässlich der Schlacht bei Jena und Auerstedt, als auch in 1813 (die Franzosen sind auf der Flucht nach der Völkerschlacht bei Leipzig) wird der Ort von Soldaten heimgesucht und ausgeplündert. Im Jahr 1839 wurde ein neues Schulhaus errichtet. Der Nachbarort Kleinobringen wurde 1877 nach zahllosen Streitigkeiten von Heichelheim getrennt. 1884 erfolgte die Gründung der Freiwilligen Feuerwehr Heichelheim. Ab Ostern 1886 wurde der Schulbetrieb auf zwei Klassen erweitert. 1890 bekam Heichelheim wieder einen Pfarrer. 1912 wurde schließlich Kleinobringen endgültig Filial der Pfarrstelle Heichelheim. Ein Jahr später wurde die elektrische Beleuchtung eingeführt. Die Versorgung erfolgte durch das Elektrizitätswerk Oberweimar. 1922 schließlich erfolgte die Inbetriebnahme der Wasserleitung. Im Jahr 1931 wurde das Kirchspiel Heichelheim aufgelöst und Heichelheim und Kleinobringen dem Kirchspiel Großobringen zugeordnet.
Heichelheim war Besitztum mehrerer Adelsfamilien. So waren Herren von Heichelheim die von Azmannsdorf (1343) und die von Denstedt (1349). 1811 kam der Ort zum Amt Weimar. Die Bauern betrieben Acker- und Waidanbau. Außer dem Rittergut und den Bauernhöfen gab es eine Wassermühle und eine Windmühle.
An der Heichelheimer Mühle wurde bis 2011 alljährlich das Heichelheimer Kartoffelfest begangen, auf dem die Thüringer Kartoffel des Jahres sowie die Thüringer Kartoffelkönigin gewählt und gekürt wurden. Heichelheim ist bekannt für seine Thüringer Klöße, welche in der Thüringer Kloßmanufaktur in Heichelheim hergestellt werden. Das Thüringer Kloßmuseum wurde von 1999 bis 2009 als gemeinnütziges Museum geführt, 2010 geschlossen und am 26. August 2011 als Firmenmuseum neu eröffnet.

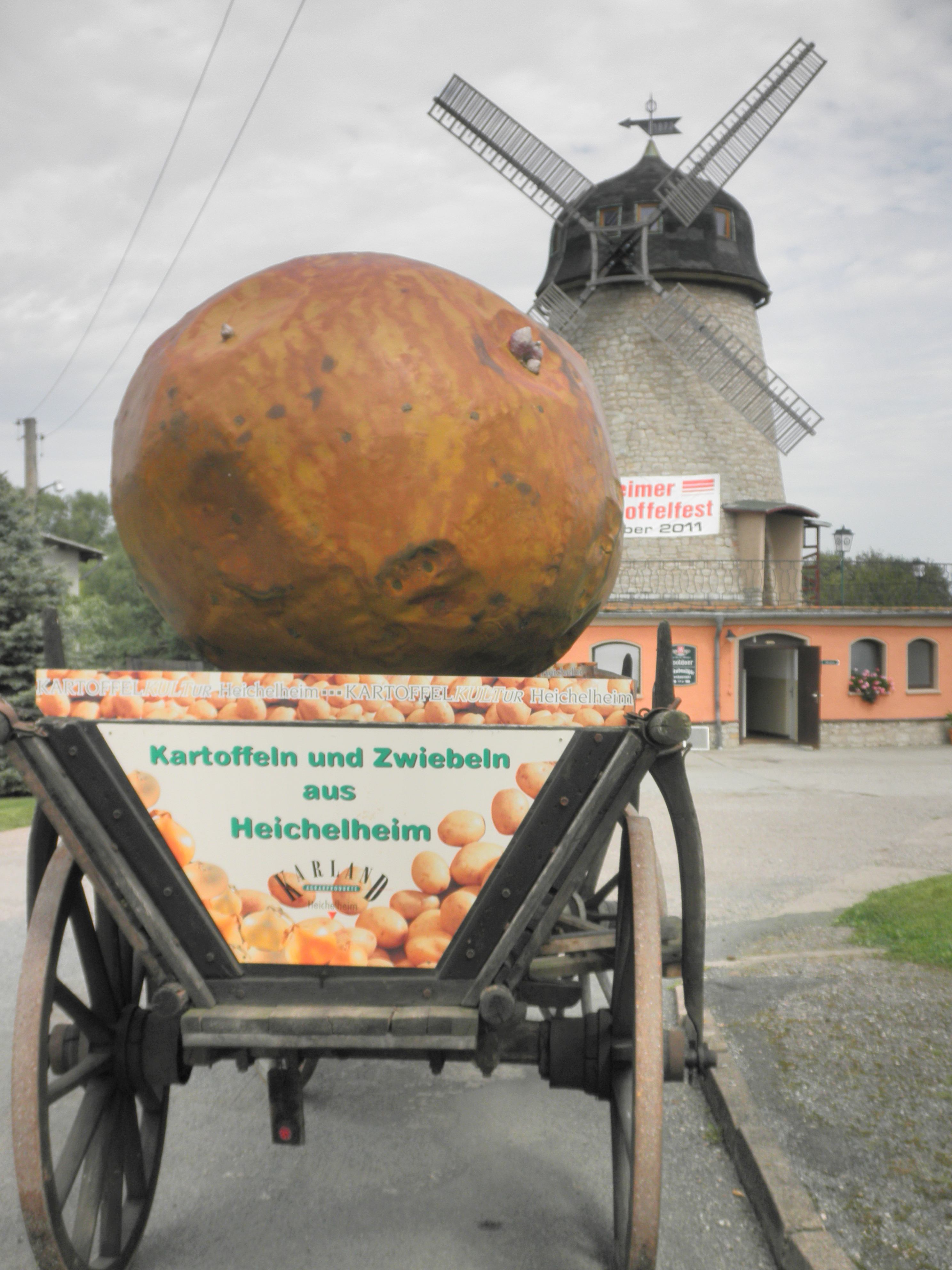
Windmühle bei Heichelheim

Am 1. Januar 2019 wurde die Gemeinde Heichelheim mit weiteren Gemeinden der Verwaltungsgemeinschaft Nordkreis Weimar zur Landgemeinde Am Ettersberg zusammengeschlossen.

## Sehenswürdigkeiten
Folgende Objekte sind nach der Denkmalliste des Kreises Weimarer Land geschützt:
- Kirche mit Kirchhof:

Die Kirche ist auf St. Bonifatius geweiht und liegt auf einer kleinen Anhöhe außerhalb des Ortes. Zwischen 1738 und 1742 wurde sie umfassend um- und ausgebaut. Aus dieser Zeit stammt unter anderem der Altar. 1764 wurde aus den bisherigen zwei Glocken ein neues dreiteiliges Geläut angefertigt. 1852 bekam die Kirche eine neue Orgel. Im Jahr 1890 zersprang die mittlere Glocke des Geläuts. Nach deren Umguss ertönte sie in ais, während die große Glocke in fis und die kleine in cis erklingen. Im darauf folgenden Jahr wurde der Innenraum renoviert. 1892 wurde die Kirche durch Blitzeinschlag stark beschädigt. Unter anderem musste der Turm komplett neu gebaut werden. Zwei Jahre später wurde die komplette Nordwand des Gebäudes saniert. Eine weitere Sanierung fand 1934 statt. Hierbei wurden unter anderem ein Rundbogen aus dem 12. Jahrhundert und ein Grabgewölbe neben dem Altar freigelegt. An der Kirchenwand, neben der Eingangstür, finden sich Erinnerungstafeln für die Gefallenen beider Weltkriege.
- Turmwindmühle, Am Rabenbache
- Inschrifttafel von 1585, ehemaliges Gut
- zwei Inschrifttafeln von 1612, Lange Gasse 45
- Nebengebäude des ehemaligen Gutes mit Gewölbekeller, Nr. 27
- ehemalige Schule, Nr. 56
- Wegweiser, nahe Nr. 58
- Thüringer Kloßmuseum[3]

## Politik
Der ehrenamtliche Ortsteilbürgermeister ist seit dem 1. Juli 2022 Joe Streiber.

## Wirtschaft
In Heichelheim ist die ABLIG Feinfrost GmbH ansässig, die u. a. Thüringer Klöße sowie Speiseeis (Hexenkerze, Hexenkuss) produziert. Sie ist aus dem herzoglichen Kammergut Heichelheim hervorgegangen. Das Unternehmen betreibt seit 2011 das Kloßmuseum.

## Persönlichkeiten
- Johann Tobias Krebs (1690–1762), Organist, Komponist und Kantor, in Heichelheim geboren
- Anna Gebser (1856–1917), Lehrerin und Historikerin, in Heichelheim geboren
- Sylk Schneider (* 1966), Autor, von 1999 bis 2009 Direktor des Kloßmuseums